# Credença

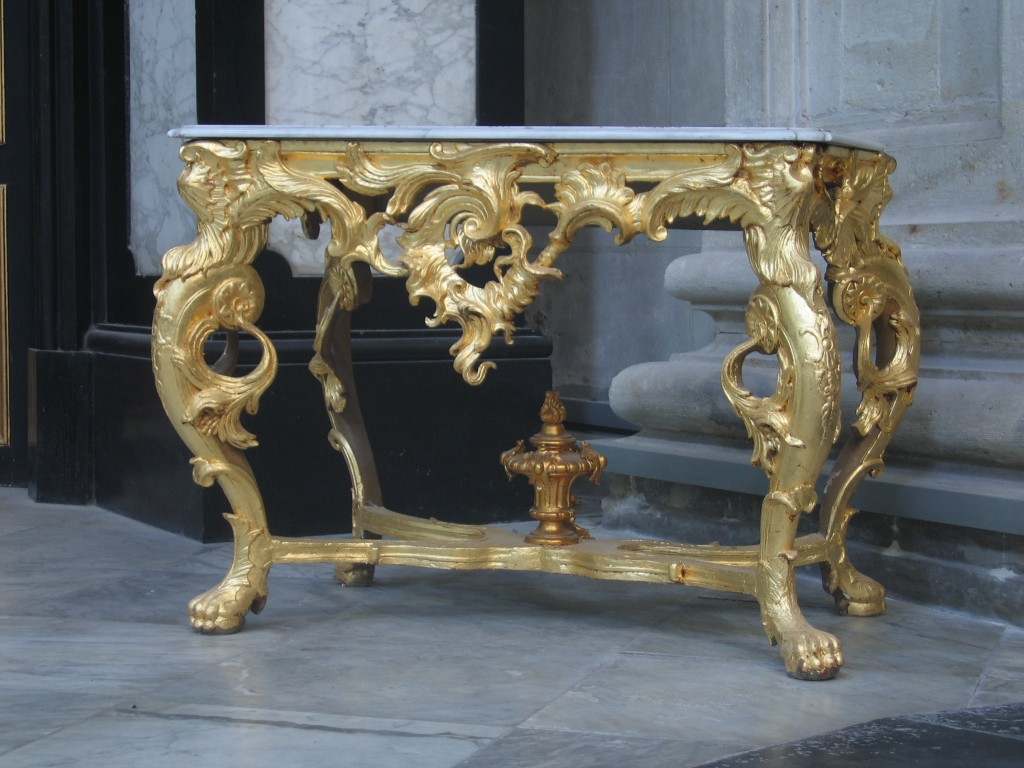
Credença estil rococó.

S'anomena  credença  (del llatí credens, -entis , creient) o àbac (del llatí ''abacus'') una tauleta que se situa al costat de l'altar a sobre de la qual, abans de la missa, s'envien els vasos que contenen el pa, el vi i l'aigua que s'utilitzaran en la celebració.
En general, es col·loca a la dreta de l'sacerdot que celebra la missa.
La credença sovint es cobreix amb unes estovalles blanc.
En esglésies molt antigues, un nínxol a la paret de l'presbiteri servia de credença.

## Ritu romà

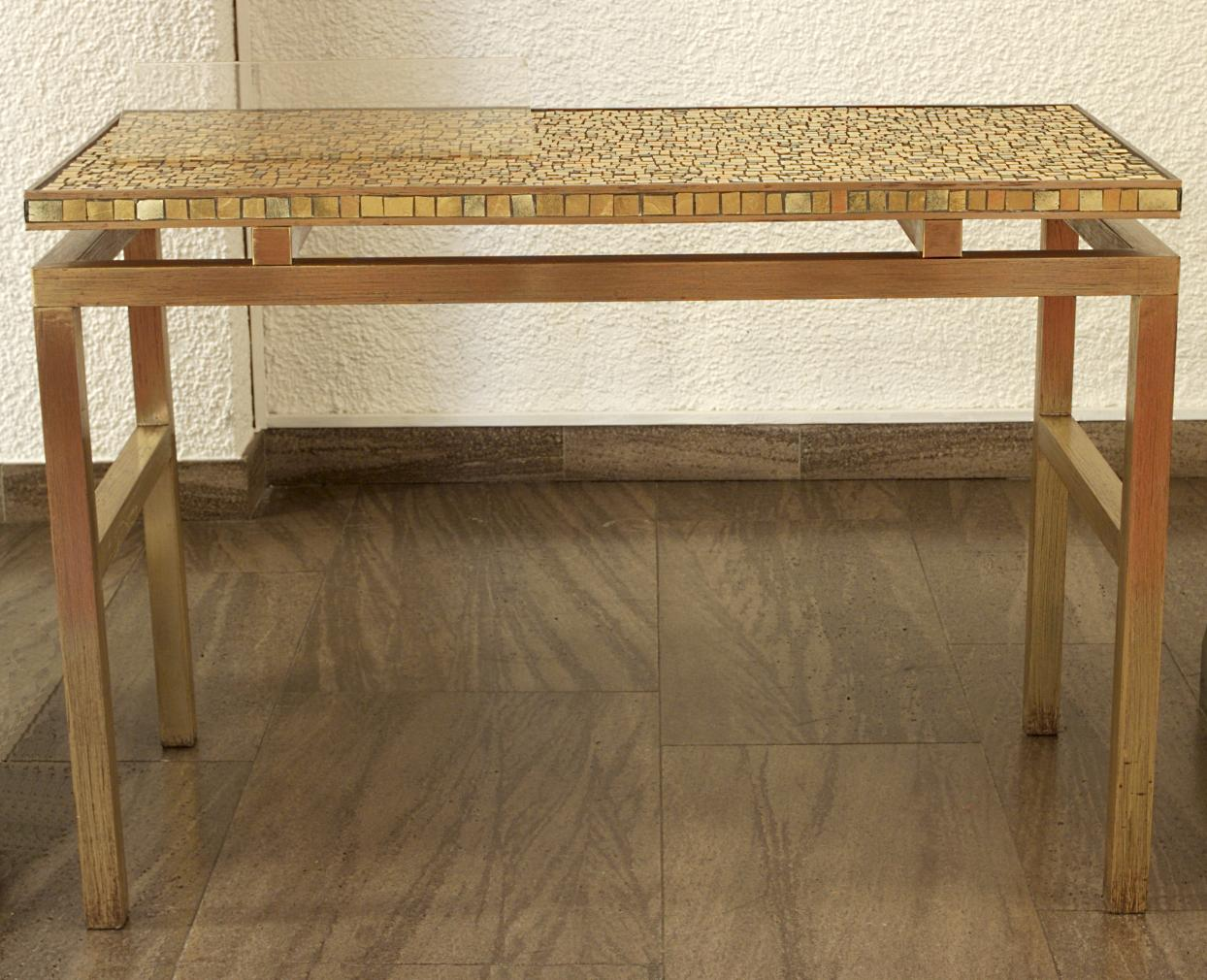
Credença amb mosaic daurat (església Mater Dolorosa de Berlín-Lankwitz).

La Instrucció General del Missal Romà (118 c) indica els objectes que cal posar en la credença:
El calze, el corporal, el purificador, i segons les circumstàncies, la pàl·lia; la patena i els copons, si són necessaris; el pa que s'utilitzarà per a la comunió del sacerdot que presideix, els diaques, els ministres i la gent; les canadellas amb vi i aigua, tret que els fidels presentin totes aquestes coses a l'ofertori; un gerro amb aigua per beneir si es realitza el ritu de l'aspersió; la placa per a la comunió dels fidels; també el necessari per rentar-se les mans.
A la missa en què només participa un ministre, es poden preparar els vasos sagrats necessaris a l'altar del costat dret.
En la mesura del possible, la purificació dels vasos sagrats després de la comunió es fa a credença.

## Altres significats
També es feia servir aquest terme "credença" per a definir el bufet on es posaven els flascons amb vi o amb aigua dels quals havia de beure algun notable o el rei.
El mateix terme s'utilitza per a un moble baix i allargat, equipat amb portes i calaixos, que també es pot utilitzar a les oficines.